# Ganapathipuram
Ganapathipuram é uma panchayat (vila) no distrito de Kanniyakumari , no estado indiano de Tamil Nadu.

## Demografia
Segundo o censo de 2001,  Ganapathipuram  tinha uma população de 13,653 habitantes. Os indivíduos do sexo masculino constituem 50% da população e os do sexo feminino 50%. Ganapathipuram tem uma taxa de literacia de 74%, superior à média nacional de 59.5%: a literacia no sexo masculino é de 77% e no sexo feminino é de 72%. Em Ganapathipuram, 11% da população está abaixo dos 6 anos de idade.